# Ellicottville
Ellicottville är en kommun (town) i Cattaraugus County i delstaten New York. Vid 2020 års folkräkning hade Ellicottville 1 317 invånare.

## Kända personer från Ellicottville
- Brian Dunkleman, komiker